# Cécile Nowak
Cécile Nowak, född den 22 april 1967 i Valenciennes, Frankrike, är en fransk judoutövare.
Hon tog OS-guld i damernas extra lättvikt i samband med de olympiska judotävlingarna 1992 i Barcelona.